# Список авиакомпаний Вьетнама

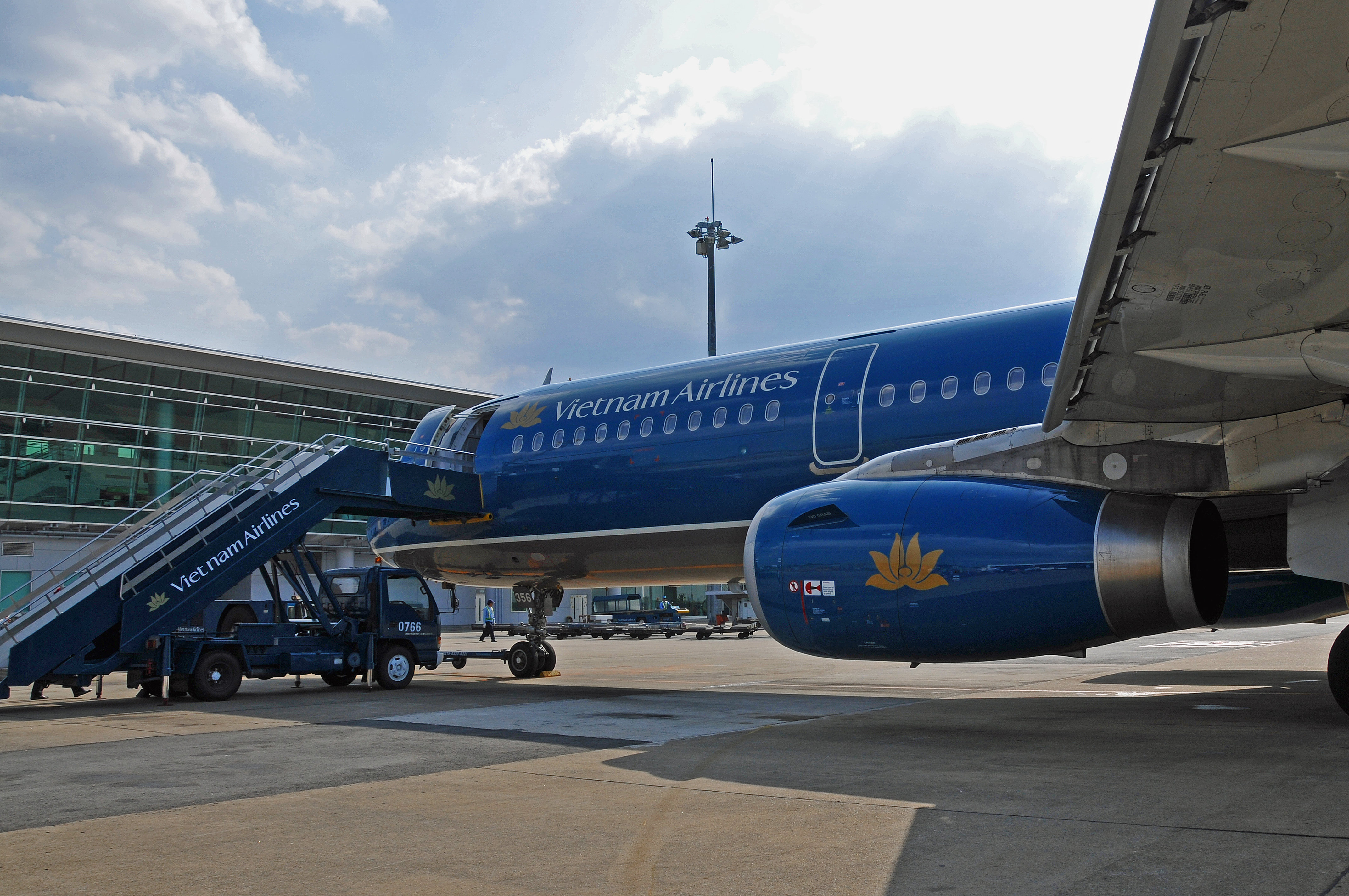
Самолёт авиакомпаний Vietnam Airlines Airbus A321 в аэропорту Таншоннят.

Ниже представлен список авиакомпаний Вьетнама, одобренных Администрацией гражданской авиации Вьетнама (CAAV).

## Действующие авиакомпании
| Авиакомпания                         | Изображение | ИКАО | ИАТА | Позывной          | Год создания | Примечания                                      |
| ------------------------------------ | ----------- | ---- | ---- | ----------------- | ------------ | ----------------------------------------------- |
| Bamboo Airways                       |             | BAV  | QH   | BAMBOO            | 2017         |                                                 |
| Hai Au Aviation                      |             |      |      |                   | 2011         | Малые гидросамолёты                             |
| Jetstar Pacific Airlines             |             | PIC  | BL   | PACIFIC           | 1991         |                                                 |
| Vietnam Air Services Company (VASCO) |             | VFC  | 0V   | VASCO AIR         | 1987         |                                                 |
| Vietnam Airlines                     |             | HVN  | VN   | VIET NAM AIRLINES | 1956         | Включает в себя Vietnam Airlines Cargo Services |
| VietJet Air                          |             | VJC  | VJ   | VIETJET           | 2007         |                                                 |